# Ranunculus indecorus
Ranunculus indecorus är en ranunkelväxtart som beskrevs av W. Koch. Ranunculus indecorus ingår i släktet ranunkler, och familjen ranunkelväxter. Inga underarter finns listade i Catalogue of Life.